# Babœuf
Babœuf é uma comuna francesa na região administrativa de Altos da França, no departamento de Oise. Estende-se por uma área de 7,18 km². Em 2010 a comuna tinha 522 habitantes (densidade: 72,7 hab./km²).insee.fr/fr/ppp/bases-de-donnees/recensement/populations-legales/commune.asp?depcom=60037 |publicado=Insee.fr |autor= |título=Censo da comuna de Baboeuf (2009) |data= |acessodata= |língua=francês |obra=INSEE - Populations légales 2009 de la commune de Baboeuf}}</ref>, com uma densidade de 72 hab/km².

## Origem do nome
Em 986, a comuna (ou vila na época) foi "certificada" como Batbudium.

A primeira parte do nome pode ter origem no verbo "battre" (bater).

A segunda parte do nome pode ser derivada do germânico *bud (cf. alemão Bude, holandês Boede), significa "abrigo" precedido do nome germânico pessoal Baddo.

A ortografia atual foi inspirada por uma etimologia popular "bate carne" (bat bœuf).

Homofônica à Basbeuf (ou Babeuf), próximo a Saint-Léonard (Sena Marítimo), esta que claramente contém um nome apelativo normando de origem nórdica mas com o beuf (bœuf) de mesmo significado, precedido por um elemento indeterminado.